# Hôtel d'Espinoy

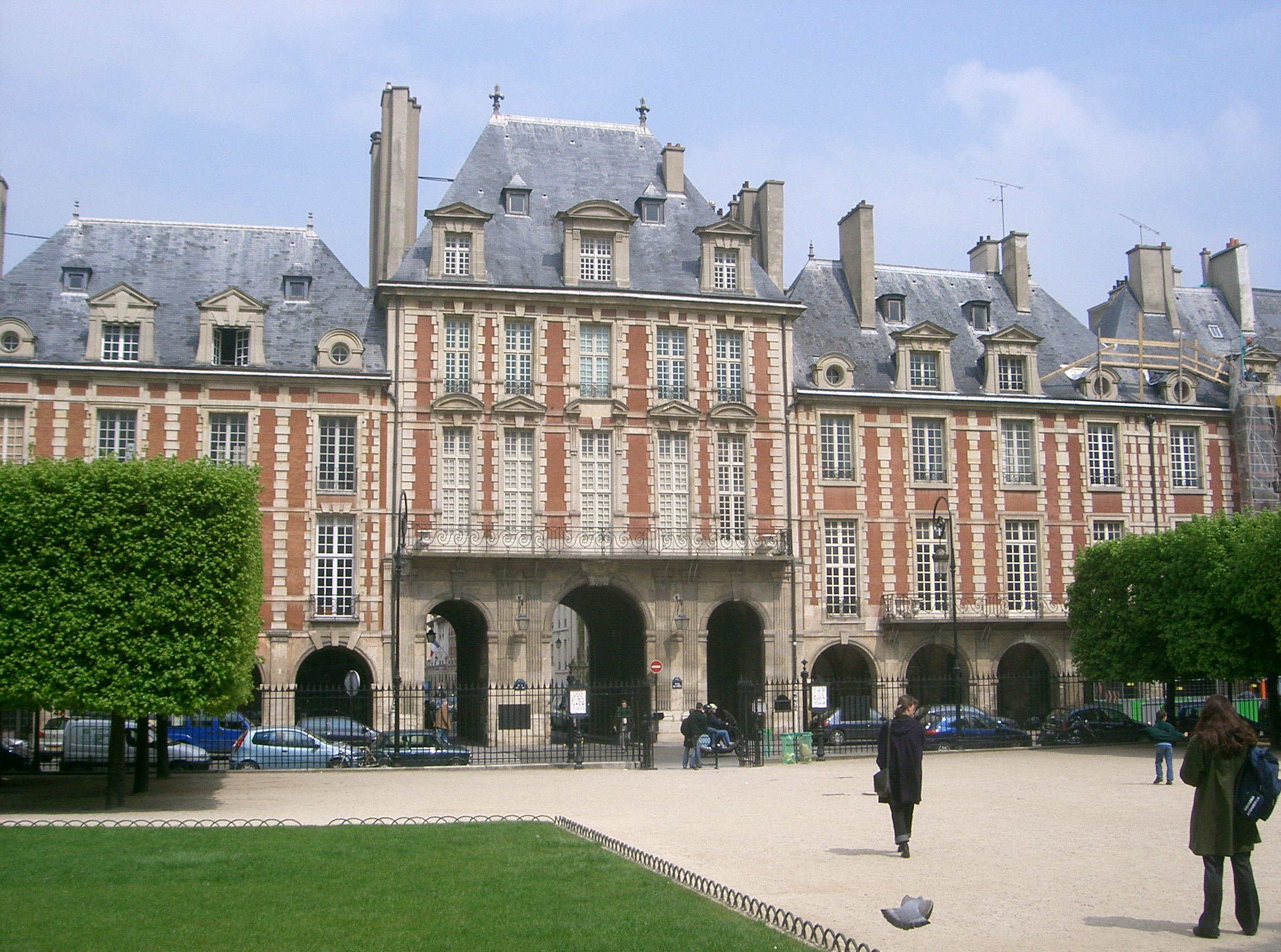
Hôtel d'Espinoy přiléhá zprava k Pavillonu de la Reine

Hôtel d'Espinoy je městský palác v Paříži. Nachází se v historické čtvrti Marais na náměstí Place des Vosges. Palác je v soukromém vlastnictví a slouží jako hotel.

## Umístění
Hôtel d'Espinoy má číslo 28 stejně jakou sousedící Pavillon de la Reine na náměstí Place des Vosges. Nachází se na severní straně náměstí ve 3. obvodu.

## Historie
Palác je od roku 1984 chráněn jako historická památka.